# Nicolaas Johannes Roosenboom

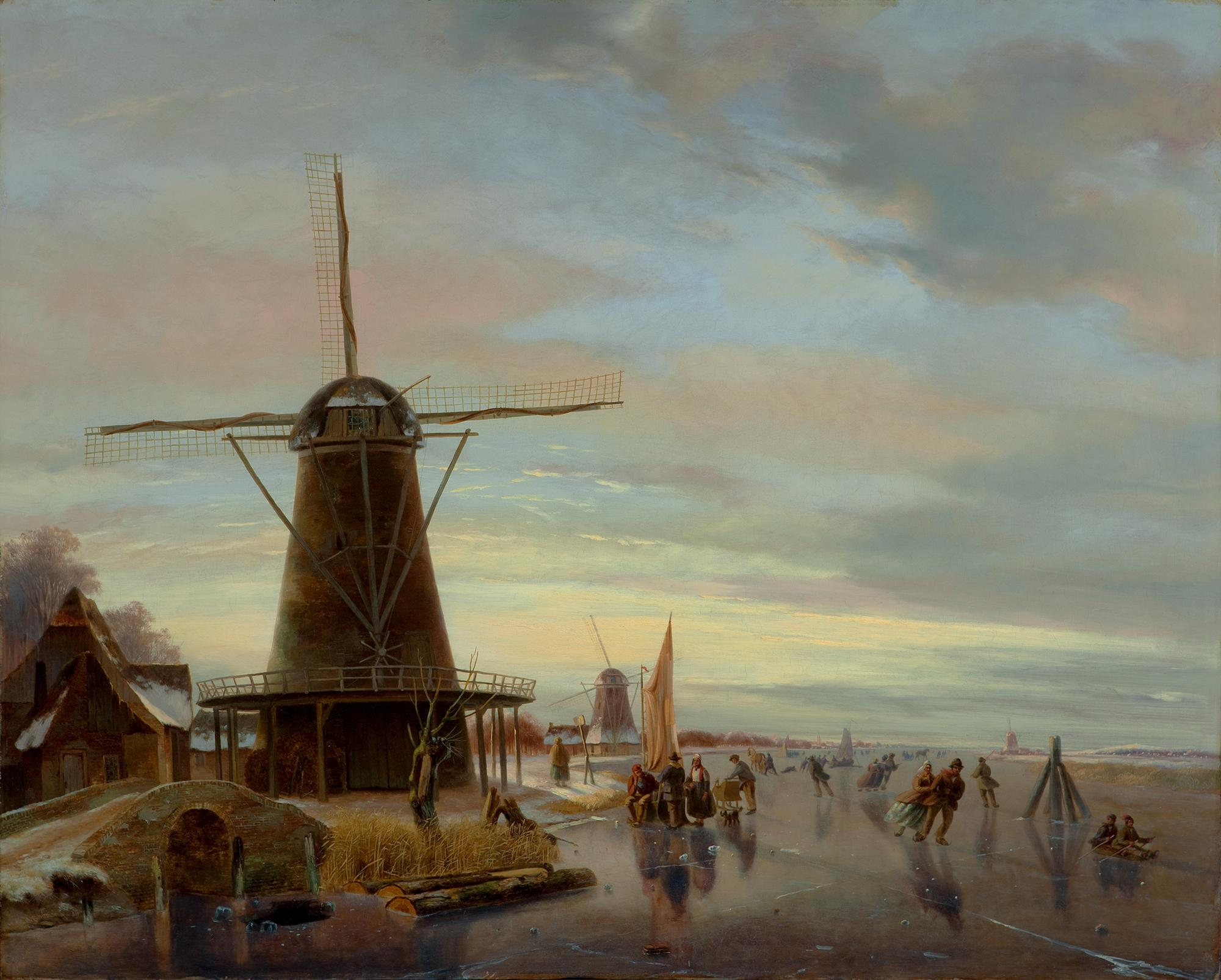
Schaatsers op een bevroren water, 1839

Nicolaas Johannes Rooseboom (Schellingwoude, 23 augustus 1806 - Assen, 1 maart 1880) was een Nederlands kunstschilder uit de romantiek van landschappen en marines.

## Biografie
Roosenboom treedt in 1835 in het huwelijk met Maria Margaretha Cornelia (Maria) Schelfhout (1811-1880). Zij was de dochter van zijn leermeester Andreas Schelfhout.
Een dochter uit dit huwelijk werd ook kunstschilder, dit was Margaretha Roosenboom.
De landschappen, die Roosenboom schilderde hebben veelal een lage horizon. Zijn voorkeur lag bij winterlandschappen met ijsprettaferelen, maar hij schilderde ook zomerlandschappen. Hij werkte veel samen met de Belgische veeschilder Eugene Verboeckhoven. Leerlingen van Roosenboom waren onder andere Fredrik Marinus Kruseman en Cornelis Lieste.